# 워터 포 엘리펀트 (영화)
《워터 포 엘리펀트》(Water for Elephants)는 2011년 공개된 미국의 로맨틱 드라마 영화이다. 프랜시스 로런스가 감독을, 리처드 라그레브니스이 각본을 맡았다. 2006년 새러 그루언의 동명 소설을 원작으로 한다. 리즈 위더스푼, 로버트 패틴슨, 크리스토프 발츠, 할 홀브룩 등이 출연한다.

## 출연

### 주연
- 리즈 위더스푼
- 로버트 패틴슨
- 크리스토프 왈츠

### 조연
- 폴 슈나이더
- 짐 노튼
- 할 홀브룩
- 마크 포비넬리
- 리처드 블레이크
- 스티븐 테일러
- 켄 포리
- 스콧 맥도널드
- 제임스 프레인

## 기타
- 조감독: 데니스 버렐
- 조감독: 그렉 헤일
- 조감독: 더글러스 플라시
- 조감독: 라스 P. 윈더
- 미술: 잭 피스크
- 세트: 짐 에릭슨
- 의상: 재클린 웨스트
- 분장부문: 나탈리 앨런
- 분장부문: 프리다 아라도티어
- 분장부문: 케이트 비스코
- 분장부문: 조지 블랙
- 분장부문: 신시아 헤르난데즈
- 분장부문: 로렐 켈리
- 분장부문: 로프 존 케플러
- 분장부문: 콜린 라바프
- 분장부문: 그레고리 니코테로
- 분장부문: 로나 비기
- 분장부문: 수-진 윤
- 분장부문: 빌 마이어
- 분장부문: 주디 스타츠
- 배역: 데니즈 채미언
- 프로덕션매니저: 몰리 앨런
- 프로덕션매니저: 케빈 핼로란